# Bonifacio Ferrero

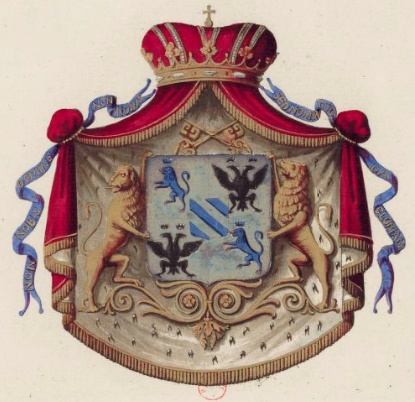
Stemma Ferrero di Biella

Bonifacio Ferrero (Biella, 1476 – Roma, 2 gennaio 1543) è stato un cardinale e vescovo cattolico italiano.

## Biografia
Nacque nel 1476 a Biella da Sebastiano Ferrero e Tomena Avogadro. Era fratello del cardinale Giovanni Stefano Ferrero.
Per l'influenza presso la Corte sabauda del padre, ebbe vari benefici: il 6 giugno 1490, a quattordici anni, divenne canonico del capitolo cattedrale di Vercelli, di cui divenne prevosto il 3 dicembre 1494. Fu nominato abate commendatario di Santo Stefano di Ivrea il 14 novembre 1494 e terrà questo beneficio fino al 1508 e poi ancora dal 1536 al 28 ottobre 1537.
Papa Alessandro VI nel 1497 concesse per richiesta del duca di Savoia a Bonifacio Ferrero il diritto di essere nominato vescovo di Ivrea. La concessione entrò in vigore nel 1499, ma ebbe la diocesi solo come amministratore, perché non aveva ancora compiuto l'età di 27 anni prevista dai canoni. Fu consacrato vescovo nel 1505 da suo fratello il cardinale Giovanni Stefano Ferrero, vescovo di Vercelli. Il 5 novembre 1509 rinunciò alla diocesi di Ivrea in favore dello stesso fratello Giovanni Stefano, da cui ebbe in cambio la cattedra di Vercelli.
Nel frattempo aveva accumulato altri importanti benefici ecclesiastici: fu priore di San Pietro di Chambéry dal 1499 al 1519, amministratore della diocesi di Nizza dal 1501 al 1504, priore dei Santi Giovanni e Sebastiano di Benna dal 1508 al 1542.
L'episcopato vercellese fu di breve durata, perché il 17 settembre 1511 rinunciò a favore del fratello Agostino e ritornò sulla cattedra di Ivrea, ma anche questa volta rinunciò alla diocesi, cedendola al nipote Filiberto Ferrero il 17 maggio 1518. Partecipò al Concilio Lateranense V.
Papa Leone X lo elevò al rango di cardinale nel concistoro del 1º luglio 1517. Ricevette la berretta cardinalizia e il titolo dei Santi Nereo e Achilleo. Ottenne altri benefici: abate commendatario di Santo Stefano nella cittadella di Vercelli, dal 1522 al 1527, abate commendatario di San Michele della Chiusa dal 1524 al 1535, abate commendatario di San Benigno di Fruttuaria dal 1525 al 5 novembre 1534. In virtù di questa carica godeva del privilegio di battere moneta, ed installò una zecca in una delle torri del castello di Montanaro, alle dipendenze dell'Abbazia. Egli inoltre disperse i resti di Arduino d'Ivrea, sepolto nell'abbazia.
Il 12 dicembre 1533 optò per l'ordine dei cardinali vescovi e per la Sede suburbicaria di Albano, che cambiò con quella di Palestrina il 5 settembre 1534. Papa Paolo III lo nominò suo legato a Vicenza. Il 26 febbraio 1535 si trasferì alla sede suburbicaria di Sabina. Fu anche priore di Sant'Egidio di Verrès e amministratore della diocesi di Vercelli dopo la morte del fratello Agostino: questa volta rinunciò alla diocesi a favore del nipote Pietro nel 1536. Fu abate commendatario di San Salvatore di Casalvolone e decano della Cappella della Santissima Sindone di Chambéry.
Il 28 novembre 1537 divenne sottodecano del Sacro Collegio ed ebbe la sede suburbicaria di Porto-Santa Rufina. Non cessò di collezionare benefici: fu canonico e prevosto della collegiata di San Gervasio a Ginevra, prevosto di San Bernardo di Montjovet, priore di San Pietro di Nantua, legato a Bologna e priore di Santp Stefano di Robbio.
Nei suoi venticinque anni di cardinalato partecipò a tre conclavi:
- conclave del 1521-1522 che elesse Adriano VI,
- conclave del 1523 che elesse Clemente VII,
- conclave del 1534 che elesse Paolo III.

Morì il 2 gennaio 1543 a Roma e i suoi resti furono traslati a Biella e sepolti nella basilica di San Sebastiano.

## Genealogia episcopale e successione apostolica
La genealogia episcopale è:
- Vescovo Andrea Novelli
- Cardinale Giovanni Stefano Ferrero
- Cardinale Bonifacio Ferrero

La successione apostolica è:
- Cardinale Filiberto Ferrero (1531)
- Cardinale Rodolfo Pio (1531)

## Ascendenza
|                                           |   |                | Genitori                                  |  |  | Nonni                                           |  |  | Bisnonni        |  |
|                                           |   |                |                                           |  |  | Besso Ferrero, consignore di Borriana e Beatino |  |  | Stefano Ferrero |  |
|                                           |   |                |                                           |  |  | Besso Ferrero, consignore di Borriana e Beatino |  |  | Stefano Ferrero |  |
|                                           |   | …              |                                           |  |  | Besso Ferrero, consignore di Borriana e Beatino |  |  |                 |  |
| Sebastiano Ferrero, principe di Masserano |   |                |                                           |  |  | Besso Ferrero, consignore di Borriana e Beatino |  |  |                 |  |
|                                           |   | Comina Scaglia | Bartolomeo Scaglia, signore di Gaglianico |  |  |                                                 |  |  |                 |  |
|                                           |   | Comina Scaglia | Bartolomeo Scaglia, signore di Gaglianico |  |  |                                                 |  |  |                 |  |
|                                           |   | Comina Scaglia | …                                         |  |  |                                                 |  |  |                 |  |
| Bonifacio Ferrero                         |   | Comina Scaglia |                                           |  |  |                                                 |  |  |                 |  |
|                                           | … | …              |                                           |  |  |                                                 |  |  |                 |  |
|                                           | … | …              |                                           |  |  |                                                 |  |  |                 |  |
|                                           | … | …              |                                           |  |  |                                                 |  |  |                 |  |
| Tomena Avogadro                           | … |                |                                           |  |  |                                                 |  |  |                 |  |
|                                           |   | …              | …                                         |  |  |                                                 |  |  |                 |  |
|                                           |   | …              | …                                         |  |  |                                                 |  |  |                 |  |
|                                           |   | …              | …                                         |  |  |                                                 |  |  |                 |  |
|                                           |   | …              |                                           |  |  |                                                 |  |  |                 |  |